# Peking University Gymnasium
Das Peking University Gymnasium ist eine Sporthalle auf dem Campus der Universität Peking.
In der Sporthalle der Universität Peking fanden bei den Olympischen Sommerspielen 2008 und bei den Paralympics 2008 die Wettbewerbe im Tischtennis statt. Während der Veranstaltungen verfügte die 26.900 Quadratmeter große Halle über eine Kapazität von 8000 Sitzplätzen. Nach den Spielen wurden 2000 temporäre Plätze entfernt. Zudem wurde ein 50-Meter Schwimmbecken im Untergeschoss als Trainingshalle von den Schwimmer genutzt. Heute werden die Anlagen hauptsächlich vom Universitätssport genutzt. Neben dem oben genannten gibt es dabei noch ein Fitnesszentrum sowie Badmintonfelder.